# Ambrose Griffiths
Ambrose Griffiths OSB (* 4. Dezember 1928 in Twickenham; † 14. Juni 2011 in Liverpool; bürgerlich Michael Griffiths) war ein britischer Geistlicher und römisch-katholischer Bischof von Hexham und Newcastle.

## Leben
Michael Griffiths besuchte eine Preparatory school in Brighton und später die Ampleforth Preparatory School in Gilling Castle in North Yorkshire. Danach besuchte er das Ampleforth College und studierte ab 1946 Naturwissenschaften, mit einem Schwerpunkt auf Chemie, am Balliol College der University of Oxford. Hier erhielt er einen First Class Bachelor of Science Honours Degree sowie später einen Master of Arts.
Nach Beendigung seines Studiums trat Griffiths der Ordensgemeinschaft der Benediktiner bei, legte am 25. September 1951 in der Abtei Ampleforth die Profess ab und nahm den Ordensnamen Ambrose, in Anlehnung an Ambrosius von Mailand, an. Griffiths besuchte nun das Päpstliche Athenaeum Sant’Anselmo in Rom um Theologie zu studieren und sich auf die Priesterweihe vorzubereiten. Selbige empfing er am 21. Juli 1957.
Die nächsten Jahre unterrichtete er am Ampleforth College. 1972 wurde er Procurator der Abtei Ampleforth und war somit für die Verwaltung deren Vermögens verantwortlich. Vier Jahre später, am 7. April 1976, wurde Griffiths als Nachfolger von Basil Hume zum Abt von Ampleforth gewählt. Nach Ablauf der achtjährigen Amtszeit als Abt war er für weitere acht Jahre Pfarrer von St. Mary in Leyland. Mit dem Ausscheiden aus dem Amt des Abtes von Ampleforth wurde ihm der Titel eines Abtes von Westminster verliehen.
Papst Johannes Paul II. ernannte ihn am 11. Januar 1992 zum Bischof von Hexham und Newcastle. Der Erzbischof von Liverpool, Derek John Worlock, weihte ihn am 20. März desselben Jahres zum Bischof; Mitkonsekratoren waren Hugh Lindsay, emeritierter Bischof von Hexham und Newcastle, und Owen Francis Swindlehurst, Weihbischof in Hexham und Newcastle.
Am 26. März 2004 nahm Papst Johannes Paul II. sein altersbedingtes Rücktrittsgesuch an. Griffiths ließ sich nun in dem Parish St. Mary’s in Leyland, Lancashire nieder, das er früher als Pfarrer betreut hatte. Am 14. Juni 2011 starb er an den Folgen einer Leukämieerkrankung.